# República da Traição
República da Traição é um filme de drama produzido no Brasil dirigido por Carlos Ebert e lançado em 1970.

## Sinopse
Na fictícia República de Maranguaya, um casal tenta montar um aparelho de guerrilha para desestabilizar o governo, porém são delatados, presos e torturados barbaramente.

## Elenco
- Antônio Pedro
- Vera valdez
- Zózimo Bulbul
- Selma Caronezzi
- Benê Silva
- Roberto Bonfim
- Cláudio Mamberti
- Antonio Pitanga